# 杜波伊斯克羅斯羅茲 (印地安納州)
杜波伊斯克羅斯羅茲（英語：Dubois Crossroads）是位於美國印地安納州杜波伊斯縣的一個非建制地區。該地的面積和人口皆未知。